# دنیس ویلیامز
دنیس ویلیامز (انگلیسی: Denys Williams; زاده ۱۲ اکتبر ۱۹۲۹ – درگذشته ۷ اوت ۲۰۱۴) سیاست‌مدار اهل باربادوس بود. وی از ۱۹ دسامبر ۱۹۹۵ تا ۱ ژوئن ۱۹۹۶ فرماندار کل باربادوس بود.
دنیس ویلیامز در ۷ اوت ۲۰۱۴، در سن ۸۴ سالگی درگذشت.